# En människa (musikalbum)
En människa är den svenska popgruppen Freda's debutalbum från 1984. Debutsingeln "Livsviktigt" kom emellertid inte med på albumet.

## Låtlista
1. En människa
2. Secondhand shop
3. Inget ska få mig rädd
4. Om igen
5. Naken och rädd
6. Nu regnar det
7. Kasperdockor
8. Piccolaflöjt
9. Ut i natten
10. Drick ur mitt glas
11. Mot all logik

(På cd:ns konvolut och i texthäftet står "Piccolaflöjt" och "Ut i natten" listade i omvänd ordning. Skivan spelar dock enligt låtordningen ovan.)

## Medverkande
- Uno Svenningsson - sång, gitarr
- Arne Johansson - gitarr, sång
- Sam Johansson - keyboards, sång
- Per Nordbring - trummor
- Jan Nordbring - bas

### Fotnoter
1. ↑  ”En människa”. Svens mediedatabas. 27 februari 1984. http://smdb.kb.se/catalog/id/001889831. Läst 3 november 2010.
2. ↑  ”En människa”. Svens mediedatabas. 27 februari 1984. http://smdb.kb.se/catalog/id/001448422. Läst 3 november 2010.